# Trichosirius cavatocarinatus
Trichosirius cavatocarinatus är en snäckart som först beskrevs av Laws 1940.  Trichosirius cavatocarinatus ingår i släktet Trichosirius och familjen toppmössor. Inga underarter finns listade i Catalogue of Life.